# Бєлохвостик Валентин Сергійович
Валентин Бєлохвостик (біл. Валянцін Белахвосьцік; нар. 6 вересня 1934, Богушевичі, Березинський район, Мінська область, БРСР — пом. 10 червня 2003, Мінськ, Білорусь) — радянський білоруський актор, Лауреат Державної премії БРСР (1989), Народний артист Республіки Білорусь (1994).

## Життєпис
У 1958 році закінчив студію Білоруського театру імені Янки Купали, в 1965 році — Московський державний інститут театрального мистецтва. 
Працював у Національному академічному театрі імені Янки Купали.

## Особисте життя
Був одружений з Ольгою Глєбовою. У подружжя було двоє доньок: Зоя та Надія.  

## Фільмографія
| Рік  |    | Українська назва                       | Оригінальна назва                      | Роль                                       |
| ---- | -- | -------------------------------------- | -------------------------------------- | ------------------------------------------ |
| 1992 | ф  | «Білі вбрання»                         | Белые одежды                           | Жуков                                      |
| 1988 | ф  | «Державний кордон. Солоний вітер»      | Государственная граница. Солёный ветер | Носков                                     |
| 1986 | ф  | «Знак біди»                            | Знак беды                              | комісар                                    |
| 1985 | ф  | «Мамо, я живий»                        | Мама, я жив                            | Прокіп Малокурний                          |
| 1982 | мф | «Лисиця, ведмідь та мужик»             | Лиса, медведь и мужик                  | озвучення                                  |
| 1982 | ф  | «Стратити не представляється можливим» | Казнить не представляется возможным    | Гордієнко                                  |
| 1978 | ф  | «Розклад на післязавтра»               | Расписание на послезавтра              | вітчим Віктора                             |
| 1978 | ф  | «Бачу ціль»                            | Вижу цель                              | полковник Федотов                          |
| 1977 | ф  | «Право на любов»                       | Право на любовь                        | Задорнов                                   |
| 1977 | ф  | «Чорна береза»                         | Чёрная берёза                          | Іван Климов                                |
| 1975 | ф  | «Вовча зграя»                          | Волчья стая                            | Кулєш, партизан                            |
| 1974 | ф  | «Дума про Ковпака»                     |                                        | Семен Васильович Руднєв, комісар           |
| 1974 | ф  | «Бронзовий птах»                       | Бронзовая птица                        | голова сільради                            |
| 1974 | ф  | «Останнє літо дитинства»               | Последнее лето детства                 | tgspjlbxyf hjkm                            |
| 1972 | ф  | «Завтра буде пізно»                    | Завтра будет поздно…                   | Іван Васильович, командир загону           |
| 1971 | ф  | «Вчора, нині та завжди»                | Вчера, сегодня и всегда                | Семен Карабанов, директор дитячого будинку |
| 1963 | ф  | «Оптимістична трагедія»                | Оптимистическая трагедия               | Ведучий                                    |